# Choloepus
Choloepus è un genere di mammiferi xenarthri originari dell'America centrale e meridionale, che fanno parte della famiglia monotipica Choloepodidae, costituita dai bradipi didattili ("didattilo" deriva dal greco e significa "dalle due dita": in realtà due è il numero di unghie, poiché le dita sono tre). Le due specie di Choloepus (il cui nome significa "piede zoppo") sono il bradipo didattilo di Linneo (Choloepus didactylus) ed il bradipo didattilo di Hoffmann (Choloepus hoffmanni). Entrambe le specie erano credute gli unici membri sopravvissuti dell'estinta famiglia di Megalonychidae, ma più recenti risultati molecolari hanno dimostrato che questi animali sono più vicini tassonomicamente agli estinti bradipi della famiglia Mylodontidae.

## Sistematica
Sopravvivono solo due specie di bradipo didattilo, le uniche due appartenenti al genere Choloepus ed alla famiglia Megalonychidae:
| Specie di bradipi didattili                        | Specie di bradipi didattili | Specie di bradipi didattili |
| Nome comune e binomiale                            | Immagine                    | Distribuzione |
| -------------------------------------------------- | --------------------------- | --- |
| Bradipo didattilo di Linneo (Choloepus dydactylus) |                             | Sud America settentrionale, in Venezuela, Colombia, Guiana, Ecuador, Perù e Brasile a nord del Rio delle Amazzoni                             |
| Bradipo didattilo di Hoffman (Choloepus hoffmanni) |                             | America Centrale e Sud America nordoccidentale, Honduras, Nicaragua, Costa Rica, Panama, Venezuela, Colombia, Ecuador, Perù, Brasile, Bolivia |

Le due specie sono piuttosto simili sia in termini di costituzione corporea che di abitudini: entrambe si nutrono di frutta, bacche, foglie. La digestione può durare addirittura un mese, a causa del metabolismo estremamente lento di questo animale. Come tutti i bradipi, anche i bradipi didattili non sono in grado di regolare la temperatura corporea, e questo li costringe a vivere in posti a clima costantemente caldo e umido. Il periodo di gestazione è di circa 10 mesi: la femmina partorisce a testa in giù, il piccolo nasce già munito di artigli.

### Evoluzione
Uno studio sul retrovirus e sul DNA mitocondriale suggerisce che C. didactylus e C. hoffmani si siano separati geneticamente da 6 a 7 milioni di anni fa. Inoltre, sulla base delle sequenze della subunità I del citocromo c ossidasi, è stata riportata una data di divergenza simile (circa 7 milioni di anni fa) tra le due popolazioni di C. hofmanni separate dalle Ande.

### Relazione con il bradipo tridattilo
Entrambi i tipi di bradipo esistenti tendono ad occupare le stesse foreste; nella maggior parte delle aree, predomineranno congiuntamente una specie di bradipo tridattilo (Bradypus), generalmente più piccola e più lenta, ed una singola specie del bradipo didattilo. Sebbene simile nell'aspetto generale, la relazione tra i due generi non è stretta. Recenti analisi filogenetiche supportano l'analisi dei dati morfologici degli anni '70 e '80, indicando che i due generi non sono strettamente correlati e si sono adattati ad uno stile di vita arboricolo indipendentemente l'uno dall'altro. Da questo studio, tuttavia, non era chiaro da quale ramo si fossero evoluti i bradipi tridattili. Sulla base di confronti morfologici, si riteneva che i bradipi didattili fossero filogeneticamente posizionati all'interno di una delle divisioni dei bradipi caraibici. Sebbene i dati usati negli studi siano stati raccolti su oltre 33 diverse specie di bradipi analizzando la loro struttura ossea, molte delle relazioni tra i cladi sull'albero filogenetico non erano ancora chiare.
Gran parte delle prove morfologiche a sostegno dell'ipotesi della difilica si basava sulla struttura dell'orecchio interno. La maggior parte degli studi morfologici concluse che l'evoluzione convergente è il meccanismo che ha portato agli odierni bradipi. Ciò significa che i generi esistenti hanno sviluppato tratti analoghi, come metodi di locomozione, dimensioni, habitat e molti altri tratti indipendentemente l'uno dall'altro rispetto al loro ultimo antenato comune. Ciò rende gli odierni bradipi arboricoli "uno degli esempi più eclatanti di evoluzione convergente conosciuti tra i mammiferi".
I dati molecolari ottenuti di recente dalle sequenze di collagene e DNA mitocondriale sono in linea con l'ipotesi difilica (evoluzione convergente), ma hanno ribaltato alcune delle altre conclusioni ottenute dalla morfologia. Queste indagini collocano i bradipi didattili insieme ai mylodontidi e ai bradipi tridattili all'interno di Megatherioidea, vicino a Megalonyx, megatheriidi e nothrotheridi, rendendo polifiletica la famiglia precedentemente riconosciuta dei Megalonychidae, spostando sia i bradipi didattili sia i bradipi dei Caraibi al di fuori di questa famiglia e lontano da Megalonyx. I bradipi caraibici sono posti in un separato ramo basale dell'albero evolutivo dei bradipi.
Il seguente albero filogenetico della famiglia dei bradipi si basa sui dati della sequenza del DNA mitocondriale e del collagene (vedi Fig.4 di Presslee et al., 2019).
|  | Nothrotheriidae |
|  |                 |
|  | Megatheriidae   |
|  |                 |

|  | Megalonychidae                    |
|  |                                   |
|  | Bradypodidae (bradipi tridattili) |
|  |                                   |

|  | Nothrotheriidae |
|  |                 |
|  | Megatheriidae   |
|  |                 |

|  | Megalonychidae                    |
|  |                                   |
|  | Bradypodidae (bradipi tridattili) |
|  |                                   |

|  | Megatherioidea |
|  |                |

| Choloepodidae (bradipi didattili) | \| \| C. didactylus \| \| \| \| \| \| C. hoffmanni \| \| \| \| |
|                                   | \| \| C. didactylus \| \| \| \| \| \| C. hoffmanni \| \| \| \| |
|                                   | Mylodontidae                                                   |
|                                   |                                                                |
|                                   | C. didactylus                                                  |
|                                   |                                                                |
|                                   | C. hoffmanni                                                   |
|                                   |                                                                |

|  | C. didactylus |
|  |               |
|  | C. hoffmanni  |
|  |               |

| Choloepodidae (bradipi didattili) | \| \| C. didactylus \| \| \| \| \| \| C. hoffmanni \| \| \| \| |
|                                   | \| \| C. didactylus \| \| \| \| \| \| C. hoffmanni \| \| \| \| |
|                                   | Mylodontidae                                                   |
|                                   |                                                                |
|                                   | C. didactylus                                                  |
|                                   |                                                                |
|                                   | C. hoffmanni                                                   |
|                                   |                                                                |

|  | C. didactylus |
|  |               |
|  | C. hoffmanni  |
|  |               |

|  | Mylodontoidea |
|  |               |

|  | Nothrotheriidae |
|  |                 |
|  | Megatheriidae   |
|  |                 |

|  | Megalonychidae                    |
|  |                                   |
|  | Bradypodidae (bradipi tridattili) |
|  |                                   |

|  | Nothrotheriidae |
|  |                 |
|  | Megatheriidae   |
|  |                 |

|  | Megalonychidae                    |
|  |                                   |
|  | Bradypodidae (bradipi tridattili) |
|  |                                   |

|  | Megatherioidea |
|  |                |

| Choloepodidae (bradipi didattili) | \| \| C. didactylus \| \| \| \| \| \| C. hoffmanni \| \| \| \| |
|                                   | \| \| C. didactylus \| \| \| \| \| \| C. hoffmanni \| \| \| \| |
|                                   | Mylodontidae                                                   |
|                                   |                                                                |
|                                   | C. didactylus                                                  |
|                                   |                                                                |
|                                   | C. hoffmanni                                                   |
|                                   |                                                                |

|  | C. didactylus |
|  |               |
|  | C. hoffmanni  |
|  |               |

| Choloepodidae (bradipi didattili) | \| \| C. didactylus \| \| \| \| \| \| C. hoffmanni \| \| \| \| |
|                                   | \| \| C. didactylus \| \| \| \| \| \| C. hoffmanni \| \| \| \| |
|                                   | Mylodontidae                                                   |
|                                   |                                                                |
|                                   | C. didactylus                                                  |
|                                   |                                                                |
|                                   | C. hoffmanni                                                   |
|                                   |                                                                |

|  | C. didactylus |
|  |               |
|  | C. hoffmanni  |
|  |               |

|  | Mylodontoidea |
|  |               |

|  | Nothrotheriidae |
|  |                 |
|  | Megatheriidae   |
|  |                 |

|  | Megalonychidae                    |
|  |                                   |
|  | Bradypodidae (bradipi tridattili) |
|  |                                   |

|  | Nothrotheriidae |
|  |                 |
|  | Megatheriidae   |
|  |                 |

|  | Megalonychidae                    |
|  |                                   |
|  | Bradypodidae (bradipi tridattili) |
|  |                                   |

|  | Megatherioidea |
|  |                |

| Choloepodidae (bradipi didattili) | \| \| C. didactylus \| \| \| \| \| \| C. hoffmanni \| \| \| \| |
|                                   | \| \| C. didactylus \| \| \| \| \| \| C. hoffmanni \| \| \| \| |
|                                   | Mylodontidae                                                   |
|                                   |                                                                |
|                                   | C. didactylus                                                  |
|                                   |                                                                |
|                                   | C. hoffmanni                                                   |
|                                   |                                                                |

|  | C. didactylus |
|  |               |
|  | C. hoffmanni  |
|  |               |

| Choloepodidae (bradipi didattili) | \| \| C. didactylus \| \| \| \| \| \| C. hoffmanni \| \| \| \| |
|                                   | \| \| C. didactylus \| \| \| \| \| \| C. hoffmanni \| \| \| \| |
|                                   | Mylodontidae                                                   |
|                                   |                                                                |
|                                   | C. didactylus                                                  |
|                                   |                                                                |
|                                   | C. hoffmanni                                                   |
|                                   |                                                                |

|  | C. didactylus |
|  |               |
|  | C. hoffmanni  |
|  |               |

|  | Mylodontoidea |
|  |               |

|  | Nothrotheriidae |
|  |                 |
|  | Megatheriidae   |
|  |                 |

|  | Megalonychidae                    |
|  |                                   |
|  | Bradypodidae (bradipi tridattili) |
|  |                                   |

|  | Nothrotheriidae |
|  |                 |
|  | Megatheriidae   |
|  |                 |

|  | Megalonychidae                    |
|  |                                   |
|  | Bradypodidae (bradipi tridattili) |
|  |                                   |

|  | Megatherioidea |
|  |                |

| Choloepodidae (bradipi didattili) | \| \| C. didactylus \| \| \| \| \| \| C. hoffmanni \| \| \| \| |
|                                   | \| \| C. didactylus \| \| \| \| \| \| C. hoffmanni \| \| \| \| |
|                                   | Mylodontidae                                                   |
|                                   |                                                                |
|                                   | C. didactylus                                                  |
|                                   |                                                                |
|                                   | C. hoffmanni                                                   |
|                                   |                                                                |

|  | C. didactylus |
|  |               |
|  | C. hoffmanni  |
|  |               |

| Choloepodidae (bradipi didattili) | \| \| C. didactylus \| \| \| \| \| \| C. hoffmanni \| \| \| \| |
|                                   | \| \| C. didactylus \| \| \| \| \| \| C. hoffmanni \| \| \| \| |
|                                   | Mylodontidae                                                   |
|                                   |                                                                |
|                                   | C. didactylus                                                  |
|                                   |                                                                |
|                                   | C. hoffmanni                                                   |
|                                   |                                                                |

|  | C. didactylus |
|  |               |
|  | C. hoffmanni  |
|  |               |

|  | Mylodontoidea |
|  |               |

|  | Nothrotheriidae |
|  |                 |
|  | Megatheriidae   |
|  |                 |

|  | Megalonychidae                    |
|  |                                   |
|  | Bradypodidae (bradipi tridattili) |
|  |                                   |

|  | Nothrotheriidae |
|  |                 |
|  | Megatheriidae   |
|  |                 |

|  | Megalonychidae                    |
|  |                                   |
|  | Bradypodidae (bradipi tridattili) |
|  |                                   |

|  | Megatherioidea |
|  |                |

| Choloepodidae (bradipi didattili) | \| \| C. didactylus \| \| \| \| \| \| C. hoffmanni \| \| \| \| |
|                                   | \| \| C. didactylus \| \| \| \| \| \| C. hoffmanni \| \| \| \| |
|                                   | Mylodontidae                                                   |
|                                   |                                                                |
|                                   | C. didactylus                                                  |
|                                   |                                                                |
|                                   | C. hoffmanni                                                   |
|                                   |                                                                |

|  | C. didactylus |
|  |               |
|  | C. hoffmanni  |
|  |               |

| Choloepodidae (bradipi didattili) | \| \| C. didactylus \| \| \| \| \| \| C. hoffmanni \| \| \| \| |
|                                   | \| \| C. didactylus \| \| \| \| \| \| C. hoffmanni \| \| \| \| |
|                                   | Mylodontidae                                                   |
|                                   |                                                                |
|                                   | C. didactylus                                                  |
|                                   |                                                                |
|                                   | C. hoffmanni                                                   |
|                                   |                                                                |

|  | C. didactylus |
|  |               |
|  | C. hoffmanni  |
|  |               |

|  | Mylodontoidea |
|  |               |

|  | Nothrotheriidae |
|  |                 |
|  | Megatheriidae   |
|  |                 |

|  | Megalonychidae                    |
|  |                                   |
|  | Bradypodidae (bradipi tridattili) |
|  |                                   |

|  | Nothrotheriidae |
|  |                 |
|  | Megatheriidae   |
|  |                 |

|  | Megalonychidae                    |
|  |                                   |
|  | Bradypodidae (bradipi tridattili) |
|  |                                   |

|  | Megatherioidea |
|  |                |

| Choloepodidae (bradipi didattili) | \| \| C. didactylus \| \| \| \| \| \| C. hoffmanni \| \| \| \| |
|                                   | \| \| C. didactylus \| \| \| \| \| \| C. hoffmanni \| \| \| \| |
|                                   | Mylodontidae                                                   |
|                                   |                                                                |
|                                   | C. didactylus                                                  |
|                                   |                                                                |
|                                   | C. hoffmanni                                                   |
|                                   |                                                                |

|  | C. didactylus |
|  |               |
|  | C. hoffmanni  |
|  |               |

| Choloepodidae (bradipi didattili) | \| \| C. didactylus \| \| \| \| \| \| C. hoffmanni \| \| \| \| |
|                                   | \| \| C. didactylus \| \| \| \| \| \| C. hoffmanni \| \| \| \| |
|                                   | Mylodontidae                                                   |
|                                   |                                                                |
|                                   | C. didactylus                                                  |
|                                   |                                                                |
|                                   | C. hoffmanni                                                   |
|                                   |                                                                |

|  | C. didactylus |
|  |               |
|  | C. hoffmanni  |
|  |               |

|  | Mylodontoidea |
|  |               |

|  | Nothrotheriidae |
|  |                 |
|  | Megatheriidae   |
|  |                 |

|  | Megalonychidae                    |
|  |                                   |
|  | Bradypodidae (bradipi tridattili) |
|  |                                   |

|  | Nothrotheriidae |
|  |                 |
|  | Megatheriidae   |
|  |                 |

|  | Megalonychidae                    |
|  |                                   |
|  | Bradypodidae (bradipi tridattili) |
|  |                                   |

|  | Megatherioidea |
|  |                |

| Choloepodidae (bradipi didattili) | \| \| C. didactylus \| \| \| \| \| \| C. hoffmanni \| \| \| \| |
|                                   | \| \| C. didactylus \| \| \| \| \| \| C. hoffmanni \| \| \| \| |
|                                   | Mylodontidae                                                   |
|                                   |                                                                |
|                                   | C. didactylus                                                  |
|                                   |                                                                |
|                                   | C. hoffmanni                                                   |
|                                   |                                                                |

|  | C. didactylus |
|  |               |
|  | C. hoffmanni  |
|  |               |

| Choloepodidae (bradipi didattili) | \| \| C. didactylus \| \| \| \| \| \| C. hoffmanni \| \| \| \| |
|                                   | \| \| C. didactylus \| \| \| \| \| \| C. hoffmanni \| \| \| \| |
|                                   | Mylodontidae                                                   |
|                                   |                                                                |
|                                   | C. didactylus                                                  |
|                                   |                                                                |
|                                   | C. hoffmanni                                                   |
|                                   |                                                                |

|  | C. didactylus |
|  |               |
|  | C. hoffmanni  |
|  |               |

|  | Mylodontoidea |
|  |               |

|  | Nothrotheriidae |
|  |                 |
|  | Megatheriidae   |
|  |                 |

|  | Megalonychidae                    |
|  |                                   |
|  | Bradypodidae (bradipi tridattili) |
|  |                                   |

|  | Nothrotheriidae |
|  |                 |
|  | Megatheriidae   |
|  |                 |

|  | Megalonychidae                    |
|  |                                   |
|  | Bradypodidae (bradipi tridattili) |
|  |                                   |

|  | Megatherioidea |
|  |                |

| Choloepodidae (bradipi didattili) | \| \| C. didactylus \| \| \| \| \| \| C. hoffmanni \| \| \| \| |
|                                   | \| \| C. didactylus \| \| \| \| \| \| C. hoffmanni \| \| \| \| |
|                                   | Mylodontidae                                                   |
|                                   |                                                                |
|                                   | C. didactylus                                                  |
|                                   |                                                                |
|                                   | C. hoffmanni                                                   |
|                                   |                                                                |

|  | C. didactylus |
|  |               |
|  | C. hoffmanni  |
|  |               |

| Choloepodidae (bradipi didattili) | \| \| C. didactylus \| \| \| \| \| \| C. hoffmanni \| \| \| \| |
|                                   | \| \| C. didactylus \| \| \| \| \| \| C. hoffmanni \| \| \| \| |
|                                   | Mylodontidae                                                   |
|                                   |                                                                |
|                                   | C. didactylus                                                  |
|                                   |                                                                |
|                                   | C. hoffmanni                                                   |
|                                   |                                                                |

|  | C. didactylus |
|  |               |
|  | C. hoffmanni  |
|  |               |

|  | Mylodontoidea |
|  |               |